# Geotrupes douei
Geotrupes douei es una especie de coleóptero de la familia Geotrupidae.

## Distribución geográfica
Habita en Sicilia, Cerdeña y en África.